# 上田ケンジ
上田 健司（うえだ けんじ、1965年（昭和40年）8月30日 - ）は、日本のベーシスト、音楽プロデューサー、ソングライター、編曲家、スタジオ・ミュージシャン。愛称は「ウエケン」。北海道札幌市出身、カムイレコード代表。上田 ケンジ名義で活動していたが、2008年より本名表記で活動。血液型はO型。
KENZI & THE TRIPS、the PILLOWSといったバンドを経て、スタジオ・ミュージシャン、音楽プロデューサーとして活動している。

## 来歴
1983年、高校の先輩であり単身上京していたKENZIに誘われ上京。翌年、KENZIがボーカルのパンク・ロックバンド、KENZI & THE TRIPSのベース担当として活動。6年後の1989年に解散したが、直後にコインロッカー・ベイビーズの山中さわおを誘い、同年9月16日にthe pillowsを結成。同バンドのベース担当兼リーダーとして活動する。1991年、山羊智詞&赤羽楽団に参加。
1992年、メンバー間の不和、方向性の相違が原因でthe pillows脱退。脱退後はスタジオ・ミュージシャン・ベーシストとして様々なアーティストのレコーディングやツアーに参加する傍ら、曲提供やプロデュースといった活動を活発化させるようになった。佐久間学を皮切りに、近年ではKinKi Kids、加藤いづみ、PUFFY、小泉今日子、長渕剛、ゆずに対しての活動も目立つ。
1998年、analersを杉本恭一と共に結成。その後、2010年、ANABAを杉本恭一と共に結成。アルバム「Fanfare Noir」をリリースした。
2011年、カムイレコードを設立し、爆弾ジョニー、Drop'sをリリース。ミュージシャンマネジメント・数々の音楽制作に携わる。
2011年から2012年にかけては、北海道コンサドーレ札幌サポートソングオーディション「LET'S ROCK!」を札幌ドームで開催。
2012年、浪漫舎を加藤いづみと共に結成。アルバム「PINK NOIZ」リリース。同年ミュージックフェア出演。
2015年、STVラジオ、タムラジオの月一コーナー「うえけん道場」でコメンテーターを始める。
MOIL&POLOSSAを上原子友康（怒髪天）と共に結成。アルバム「MOIL&POLOSSA」リリース。
2016年、映画『月光』の音楽を担当。
2017年、平岡恵子と上田健司のポッドキャスト「どくでんぱ」放送開始。
2021年4月6日、小泉今日子とユニット「黒猫同盟」を結成。Spotifyオリジナル・ポッドキャスト番組『ホントのコイズミさん』のオリジナルテーマ曲を作成。同名義で、2024年1月、映画『映画 ○月○日、区長になる女。』の主題歌を担当。

## ディスコグラフィ

### シングル
- BAD AT LIFE／OH FRIENDS （1989年）
- 君はライダー／窓辺 （2001年7月3日、BBEP-011）アナログ盤のみ
- ナイトメア／日々、君、恋し （2002年4月27日、BBEP-014）アナログ盤のみ

### アルバム
- フォーエバーラブ （2000年6月28日、BBCDE-008）
- Ambivalence （2002年10月14日、BBCDE-016）
- 青 （2006年2月26日、BBCDE-028）
- hakken kokken ueken （2009年7月8日、WHCD-62）
- 楽しい追憶 （2013年10月9日、KMY-011A、011B）

## 楽曲提供・プロデュース
～1997年
- 渡瀬マキ double berry（アルバム・M5,8,10,11）
- GEN 明日天気になあれ
- 怒髪天 怒髪天
- 佐久間学 KHAOS：12、Life Tours、コウモリ
- 加藤いづみ Sad Beauty（アルバム・M1,2,6,7,8,9,11,12）

1998年
- カーネーション
  - Parkeet & Ghost（アルバム）
  - たのんだぜベイビー（シングル）
- 加藤いづみ
  - spring-a-ring-a-ring（アルバム）
  - 切なく青い空のページ（シングル）（日本テレビドラマ「奇跡の人」エンディングテーマ）
  - 元気でねバイバイ（シングル）
- GOING UNDER GROUND Cello（ミニアルバム）
- クリーミー　ヒトデ、オレンジのねむり（シングル）
- 遠藤久美子 バンビDO!（シングル）

1999年
- カーネーション REAL MAN（シングル）
- the heys
  - じゃんきーがーる（シングル）、Exiles（シングル）
  - 優しい終わり（アルバム）
- 遠藤久美子 マリモ星の子（シングル）
- ARCH
  - close your eyes（シングル）、Birthday（シングル）
  - TRANSIT（アルバム）
- GOING UNDER GROUND 思春期のブルース（ミニアルバム）
- PEALOUT 爆裂世界（シングル）

2000年
- カーネーション
  - 恋するために僕らは生まれてきたんだ（シングル）
  - LOVE SCULPTURE（アルバム）
- PEALOUT
  - YOU（シングル）、touch and go（シングル）
  - 原始進化（アルバム）
- POP
  - R+Jもおどろくような恋をしよう（アルバム・POP6to7）
  - POP6to7[上田ケンジver.]（アルバム・RePOP6.7 M10)
- GOING UNDER GROUND
  - 桜が咲いたら（シングル）、ロマンチック街道（シングル）
  - GOING UNDER GROUND（アルバム）
- SOULSBERRY Lovers
- 松崎ナオ 月と細胞（シングル）

2001年
- THE JERRY LEE PHANTOM
  - 54321（アルバム・M3.4.5.6.7.9）
  - This boring rock（シングル）
- PEALOUT
  - NEW AGE ADVENTURE CALLED "NO HEAT,NO TEARS."（アルバム）
  - SOUL RIDER、EVERYTHING（シングル・SOUL RIDER M1,2）
- 桃乃未琴 つないだ手つないで（アルバム・地気遊戯 M4）
- GOING UNDER GROUND アロー（シングル）
- hal
  - カフェ☆レーサー（シングル）
  - blue（アルバム・M7）
- 川村結花 Z・O・A（シングル・Festa M2）
- in the soup
  - 熱い涙（シングル）、檸檬（シングル）
  - 火花浪漫（アルバム）
- SOULSBERRY
  - beautiful day（シングル・smash M3）
  - the end of vacation（アルバム・M1,2,4,5,6,8）
- 松崎ナオ 虹盤（アルバム・M3,6,9）
- SHUUBI dummy（アルバム・M5,8）

2002
- GOING UNDER GROUND
  - ホーム（アルバム）
  - Y（アルバム一期一会 Sweets for my SPITZ・M12）
  - Giulietta（BEAT OF FENDERS～A TRIBUTE TO THE COLLECTORS・M9）
  - ヴィクトリア"VICTORIA"（KINKY BOOT～TRIBUTE TO THE KINKS～・M9）
  - ランブル（シングル）、ミラージュ（シングル）
- THE JERRY LEE PHANTOM
  - Life Rhythm Box（アルバム）
  - Rhythm（シングル）
- 吉田直樹
  - Book（アルバム・M2 - 6）
  - ch.U（シングル）
- 田中秀典
  - 向日葵のある風景（シングル）、落書きみたいな恋の歌（シングル）
  - LOVE SUBMARINE TOUR（アルバム）
- 石橋凌 カクテル・トゥナイト（シングル・M2,3）
- speena タナトス（シングル）
- In the Soup 03（アルバム・M1.9.10）
- PEALOUT WILL（アルバム・M7）

2003年
- speena
  - マルゴレッタ、ファズ、ハートのパンプス（シングル）
  - much much more!（アルバム・M12）
- 大森洋平　Replace（アルバム・M2,3,6）
- GOING UNDER GROUND
  - ハートビート（アルバム） 
  - トワイライト、足音のブルース（シングル）
  - ダイアリー、夕暮れ白書（シングル）
- THE JERRY LEE PHANTOM　HIGH★SHOOL★DISCO（アルバム）
- BAZRA
  - 人間（シングル）
  - 腹グロッキー（アルバム）

2004年
- THE JERRY LEE PHANTOM　MELANCHOLIC TUESDAY（EP）
- 大森洋平 キセキ逆光（シングル・C/W）
- 伊藤サチコ 僕の場所（アルバム・「夕日ありがとう」「春の道」）
- 堂本剛 ［síː］（アルバム・楽曲提供：M7,11 ベース：M1,8,13,14,16）
- speena
  - 「月に鳴く」（シングル）
  - chu chu de vista!!（アルバム）
- BAZRA
  - 凡 to be wild（アルバム）、PASSION（アルバム）
- Cocco セレストブルー（シングル）

2005年　
- 伊藤サチコ 三日月の夜（アルバム・Pro. M5,6）
- セカイイチ 虹 忘れてた事（シングル・Pro.）
- シュノーケル
  - 大きな水たまり 海の手毬唄（シングル・Pro.） 
  - ソラカラフル（アルバム・Pro. M1,2）
- 扇愛奈 扇愛奈入ります。（ミニアルバム・Pro.）
- 浜辺シゲキ Solo Flight（アルバム・Pro.）
- KinKi Kids ビロードの闇（シングル・C/W作詞）
- ガガーリン 銀河クラシックス（アルバム・Pro. ・M7作詞）
- 加藤いづみ 窓辺 ムーニームーン（アルバム・Slow収録：作詞・作曲・Pro.）
- THE JERRY LEE PHANTOM
  - EVERYBODY SAY IT'S ALL RIGHT （アルバム）
  - REVIVAL（リミックス）

2006年
- KinKi Kids I album -iD-（アルバム・M2作詞）
- The ARROWS 5階の部屋（シングル・M2Pro.）
- OLD プラチナ（ミニアルバム・Pro.）
- 扇愛奈
  - レベルアップ メガネロック（シングル・Pro.）
  - ニッポンの150cm（アルバム・ Pro.）
- 鈴木亜美 スコールにぬれて（シングル・M2編曲）
- 浜辺シゲキ GROOVIN' HIGH（アルバム・Pro.）
- メロン記念日 お願い魅惑のターゲット（シングル作詞）
- ENDLICHERI☆ENDLICHERI
  - The Rainbow Star（シングルM1,3編曲）
  - Coward（アルバム・M1,3,4,5,6,8編曲）
  - 濡れ鼠（シングルソメイヨシノ・M2 Pro.）
- シュノーケル
  - SNOWKEL SNORKEL（アルバム・M1,7,9）
  - 旅人ビギナー（M2）
  - 波風サテライト（シングル・Pro.）
- THE BEACHES THE BEACHES（アルバム・Pro.）
- 安良城紅 Girl 2 Lady（アルバム・M10作詞）
- PUFFY モグラライク（シングル・ M2編曲）
- 扇愛奈
  - 輪廻 かくれんぼ（シングル・Pro.）
  - レトルト 勝利宣言（シングル・Pro.）

2007年
- シュノーケル
  - EQ（アルバム・M2,4,11Pro.）
  - 天気予報（シングル・M1,3Pro.）
- OLD
  - 今年も雪が降る（シングル・Pro）
  - あめにもまけて（シングル・Pro.）
- PUFFY
  - honeycreeper」（アルバム・M3,5,13編曲）
  - オリエンタル・ダイヤモンド（シングル・M3編曲）
- THE BEACHES　HANA HOU（アルバム・Pro.）
- 扇愛奈 海鳴りライダー（ミニアルバム・Pro.）
- DEPAPEPE
  - BEGINNING OF THE ROAD〜collection of early songs〜（アルバム・M3,4編曲）
- ENDLICHERI☆ENDLICHERI
  - Neo Africa Rainbow Ax （アルバム・M1,3,5,7編曲）
  - 空が泣くから（シングル通常盤・M3編曲）
- 鈴木亜美 CONNETTA（アルバム・M7Pro.）
- the ARROWS レディ グランプリ（シングル・M2Pro.）

2008年
- メレンゲ　スターフルーツ（シングル・Pro）
- 小泉今日子 Nice Middle（アルバム・M2,7作詞作曲Pro.・M4作曲Pro.）
- OLD kujaku（アルバム・M1～4・6～14 Pro.）
- シギ
  - 共鳴（ミニアルバム・M1,3,4,5Pro）
  - 証明（シングル・Pro.）
- A SIDE SPLIT Vol.2 〜water field〜（M1.Pro.）
- A SIDE SPLIT Vol.3 〜snow field〜 （M1.Pro.）
- PUFFY マイストーリー（シングル・M2編曲）
- 甲斐名都 深呼吸の必要（ミニアルバム・Pro.）
- THE BEACHES　POLICE & GIRLS & BOYS（シングル・Pro.）
- B★Luck 夏の笑顔とアイスクリーム、Hey!JINSEI（シングル・Pro.）
- Yum!Yum!ORANGE
  - ORANGE ROCK FES 33（アルバム・M2,8,10,20,22Pro.）
  - Candy Candy Candy?（ミニアルバム・M4,5Pro.）
- スモゥルフィッシュ 僕はこの街にすむのさ（アルバム・Pro.）
- 244 ENDLI-x
  - Kurikaesu 春（シングル・初回限定盤M3編曲）
  - I AND 愛（アルバム・M2,9,10-13編曲）
- 甲斐名都 雪の降らない街（配信限定シングル・Pro.）

2009年
- May'n
  - 「Grand Piano」（配信限定シングル・編曲）
  - 「my teens, my tears」（配信限定シングル・編曲）
- natsu ナツイロ（ミニアルバム・Pro.）
- THE BEACHES Hi Heel（アルバム・Pro.）
- 長渕剛 蝉 semi（シングル・編曲）
- PUFFY
  - 誰かが（シングル・編曲） 
  - Bring it!（アルバム・M7,12編曲）
- 川村カオリ K（アルバム・M3,4,5編曲）
- JUDY AND MARY 15th Anniversary Tribute Album（M2,13Pro.）
- シギ 輝いた（シングル・Pro.）
- B★Luck Re:（アルバム・Pro）
- SACON 春のつぼみ（シングル・M1,2作詞作曲Pro.）

2010年
- 長渕剛
  - TRY AGAIN （アルバム・編曲）
  - 俺たちのニライカナイ（シングル・編曲）
- suzumoku
  - ホープ（シングル・Pro.）
  - アイス缶珈琲（シングル・Pro.）」
  - 素晴らしい世界（アルバム・Pro.）
- ジュリー with ザ・ワイルドワンズ JULIE WITH THE WILD ONES（アルバム・M3,4,5編曲）
- 甲斐名都 カテドラル（アルバム・M9,13,14Pro.）

2011年
- 山瀬まみ 山瀬まみー25th Anniversary Best Albumー（アルバム・M13編曲）
- suzumoku ベランダの煙草（アルバム・Pro.）
- YUKI concert tour 2010 "うれしくって抱きあうよ" 東京国際フォーラム ホールA

2012年
- 爆弾ジョニー イミナシ!（アルバム・Pro.）
- 石川さゆり X-Cross（アルバム・M3作詞）
- 竹森巧 音時（シングル・Pro.）
- ももいろクローバーZ Album「ももクロ★オールスターズ2012 （アルバム・M1編曲）
- 長渕剛 Stay Alive（アルバム・共同音楽プロデューサー）
- 阿部真央 世界はまだ君を知らない（アルバムM4,5編曲）
- May'n HEAT（アルバム・M9,10編曲）

2013年
- 宍戸留美 ルミネッセンス（アルバム・作詞・作曲・Pro.）
- 住岡梨奈
  - ツムギウタ（アルバム・M1,10編曲）
  - ハレノヒ（シングル・M2編曲）
- 堂本剛 瞬き（シングル通常盤・M3編曲）
- Drop's
  - DAWN SIGNALS（アルバム・Pro.）
  - LOOKING FOR（ミニアルバム・Pro.）
- 阿部真央 貴方を好きな私（アルバム・M3編曲）
- GOOD BYE APRIL もうひとりの私（ミニアルバム・Pro.）
- 長渕剛 未来（シングル・編曲）
- PUFFY 脱ディストピア」（シングル・編曲）

2014年
- 住岡梨奈 watchword（アルバム・M7編曲）
- 爆弾ジョニー
  - 終わりなき午後の冒険者（シングル・Pro.）
  - 唯一人（シングル・Pro.）
  - サムライフ（配信シングル・Pro.）
  - はじめての爆弾ジョニー（アルバム・Pro.）
  - みんなの幸せ
- Drop's
  - 「HELLO」（アルバム・Pro.）
  - 「コール・ミー」（EP・Pro.） 
  - 「さらば青春」（EP・Pro.）
- 怒髪天
  - 「男呼盛"紅"」（アルバム・Pro.）
  - 「歌乃誉”白”」（アルバム・Pro.）
- 堂本剛 shamanippon-ロイノチノイ-（アルバム通常盤・M6編曲）
- The nonnon ぽちっけのんのん（ミニアルバム・Pro.）
- Yes, We Love butchers ～Tribute to bloodthirsty butchers～ Night Walking（アルバム・M11Pro.）

2015年
- Drop's
  - 未来 （EP・Pro.）
  - WINDOW （アルバム・Pro.）
- The nonnon OPeN（ミニアルバム・Pro.）
- MOIL&POLOSSA MOIL&POLOSSA（アルバム）

2016年
- Drop's AL「DONUT」（Pro.）

2017年
- THE Retrievers feat. 初音ミク ～ジブリを歌う～（企画アルバム・Pro.）
- 爆弾ジョニー
  - クレイジービートラリアット（EP・Pro.）
  - BAKUDANIUS（EP・Pro.）
  - Live to BAKUDANIUS（アルバム・Pro.）
- 竹森巧 あの空よりも、高く。（ミニアルバム・Pro.）

2018年
- ENDRECHERI HYBRID FUNK（アルバム・M1,7編曲）
- 大森洋平 強烈なハッピーエンド（アルバム・Pro.）
- Manhole New World　twensi taps､frisk（シングル・Pro.）
- 竹森巧 北海道（シングル・Pro.）